# ジャン1世 (アランソン伯)
ジャン1世（フランス語：Jean I, ? - 1191年2月24日）は、アランソン伯。ポンテュー伯ギヨーム3世とエレーヌ・ド・ブルゴーニュの息子。アランソン伯（在位：1171年 - 1191年）。

## 生涯
1171年にイングランド王ヘンリー2世にアランソン伯として認められ、父の跡を継いだ。ジャン1世はペルセーニュ修道院およびサン・マルタン・ド・トロアーン修道院の後援者であった。
ジャン1世はメーヌ伯エリー2世とペルシュ女伯フィリップの娘ベアトリスと結婚し、6子が生まれた。
- ジャン2世（1191年5月没） - アランソン伯
- ロベール（1217年9月8日没） - 兄ジャン2世の跡を継いでアランソン伯となった。ジャンヌ・ド・シャトーダン子爵ユーグ5世の娘ジャンヌ・ド・プルイリーと結婚、娘マティルド（モード）はブロワ伯ティボー6世と結婚した。
- ギヨーム（1203年没）
- エル - シャテルロー子爵ユーグ2世と結婚[3]
- エレーヌ（1233年5月以降没） - ロバート6世・フィッツエルネイスと結婚
- フィリップ（フィリッパ、1223年以前没） - ウィリアム3世・ド・ルマール（1198年没、初代リンカーン伯ウィリアム・ド・ルマール（英語版）の孫）と結婚、グラヴィル領主ギヨーム・マレと再婚、ギヨーム・ド・プレオー（1223年没）と再々婚

ジャン1世は晩年に第3回十字軍に参加する計画を立てていたが、1191年2月24日にアランソン城で死去した。息子ジャン2世がアランソン伯位を継承した。